# Hystrichopsylla
Hystrichopsylla (лат.) — род блох из семейства Hystrichopsyllidae. Около 30 видов.

## Описание
От других блох отличаются следующими признаками: ктенидиум щёк из 10—12 зубцов, II—IV тергиты брюшка с ктенидиями, церки с одной длинной апикальной и двумя мелкими субапикальными щетинками; сенсилий выпуклый; на пронотуме и голове расположен ктенидий (гребень из плоских зубцов). Паразитируют на грызунах, насекомоядных млекопитающих (кротах) и других животных Европы, Азии, Северной Африки и Северной Америки. В России 4 вида.
Одна из крупнейших блох в мире принадлежит к этому роду: вид Hystrichopsylla schefferi (Северная Америка).

## Классификация
Около 30 видов
- Hystrichopsylla dippiei  Rothschild, 1902
- Hystrichopsylla heishuiensis  Li Kuei-chen et Liu Lian-zhu, 1994
- Hystrichopsylla kris  Traub et Johnson, 1952
- Hystrichopsylla llorentei  Ayala et Morales, 1990
- Hystrichopsylla mengdaensis  Cai Liyun et Wu Wenzhen, 1994
- Hystrichopsylla microti  Scalon, 1950
- Hystrichopsylla multidentata  Ma Liming et Wang Lichen, 1966
- Hystrichopsylla nicolai  Scalon, 1935
- Hystrichopsylla occidentalis  Holland, 1949
- Hystrichopsylla orientalis  Smit, 1956
- Hystrichopsylla orophila  Barrera, 1952
- Hystrichopsylla ozeana  Nakagawa et Sakaguti, 1959
- Hystrichopsylla rotundisinuata  Li Kueichen et Hsieh Paochi, 1980
- Hystrichopsylla satunini  Wagner, 1916
- Hystrichopsylla schefferi  Chapin, 1919
- Hystrichopsylla stenosterna  Liu Chiying, Wu Houyoung et Chang Fengbo, 1974
- Hystrichopsylla synaptica  Smit, 1975
- Hystrichopsylla tahavuana  Jordan, 1929
- Hystrichopsylla talpae  (Curtis, 1826)
- Hystrichopsylla weida  Jameson et Hsieh, 1967
- Hystrichopsylla zhani  Yue, Li et Zheng, 1999
- Hystrichopsylla zii  Gong Zhengda, 1992